# A Saucerful of Secrets
| Recensione     | Giudizio |
| -------------- | -------- |
| AllMusic       |          |
| Paste          | 8,3/10   |
| Piero Scaruffi | 8/10     |
| Rolling Stone  |          |

A Saucerful of Secrets è il secondo album in studio del gruppo musicale britannico Pink Floyd, pubblicato nel 1968 dalla Columbia Graphophone Company.

## Descrizione
L'album venne registrato in più riprese tra l'agosto 1967 e il maggio 1968 presso gli EMI Studios di Abbey Road e ai Sound Techniques Studios di Chelsea e missato interamente a Abbey Road. La produzione fu affidata a Norman Smith.
La genesi del lavoro coincise con il declino dello stato mentale di Syd Barrett, fino a quel momento frontman, chitarrista e principale autore di testi e musiche del gruppo. È in questo periodo infatti che Barrett incominciò a manifestare disturbi psichiatrici – studi successivi ipotizzarono la sindrome di Asperger – probabilmente acuiti dall'assunzione di LSD.
Già nel gennaio del 1968, a registrazioni già iniziate, il gruppo sul palcoscenico gli aveva affiancato il chitarrista cantante David Gilmour – suo vecchio amico di Cambridge – per sopperire ai suoi crescenti momenti di assenza; dopo soli quattro concerti tuttavia Barrett semplicemente aveva smesso di esibirsi con la band e Gilmour aveva finito per sostituirlo sia alla chitarra che alla voce solista, ruolo quest'ultimo condiviso inizialmente con il tastierista Richard Wright e successivamente anche con il bassista Roger Waters.
L'uscita di Barrett dalla band fu ufficializzata nell'aprile del 1968, quando cioè l'album non era ancora completo. Gli unici suoi contributi al disco furono il brano Jugband Blues – il solo a portare la sua firma e con la sua voce – e parti di chitarra su altri due brani, Remember a Day e Set the Controls for the Heart of the Sun. Di quest'ultimo in particolare, la versione contenuta nell'album è di fatto anche l'unica traccia in studio dell'intera discografia dei Pink Floyd nella quale suonino tutti e cinque i membri storici del gruppo.
Remember a Day, brano scritto e cantato da Wright, era originariamente intitolato: Sunshine ed era stato pensato per l'album d'esordio The Piper at the Gates of Dawn. Parte del lungo brano strumentale che dà il titolo al disco prese invece lo spunto da una jam, edita separatamente anni dopo con il titolo Nick's Boogie.

## Copertina
La copertina e le foto che essa contiene sono opera di Storm Thorgerson dello studio grafico Hipgnosis, che da allora avrebbe realizzato quasi tutte le copertine dei Pink Floyd; il fronte consiste in un collage di immagini tra cui: alcuni dettagli tratti dal fumetto Dottor Strange di Dan Adkins, illustrazioni varie raffiguranti un alchimista, il sole con alcuni pianeti e una ruota con i segni zodiacali, una fotografia di ampolle in vetro e un'altra del gruppo sulle rive di un fiume fuori Londra; in alto campeggia la scritta: y d pinkfloyd p. Prima della pubblicazione venne rimosso l'articolo The prima del nome Pink Floyd. Quanto ai volti dei componenti il gruppo, Syd Barrett è assente sia dalla foto sul fronte, sia dai ritratti in bianco e nero che compongono il retro, a ulteriore riprova che al momento dell'ideazione grafica la sua uscita dal gruppo era già stata quanto meno decisa.

## Tour
Per promuovere l'album, il gruppo intraprese il World Tour 1968, durato per tutto il 1968.

## Tracce
Lato A
1. Let There Be More Light – 5:39 (Roger Waters)
2. Remember a Day – 4:33 (Rick Wright)
3. Set the Controls for the Heart of the Sun – 5:28 (Roger Waters)
4. Corporal Clegg – 4:13 (Roger Waters)

Lato B
1. A Saucerful of Secrets – 11:57 (Roger Waters, Rick Wright, Nick Mason, David Gilmour)
2. See-Saw – 4:36 (Richard Wright)
3. Jugband Blues – 2:56 (Syd Barrett)

## Formazione
Gruppo
- David Gilmour – chitarra (tracce 1, 3-5), kazoo (traccia 4), voce (tracce 1, 4 e 5)
- Roger Waters – basso, percussioni, voce
- Rick Wright – pianoforte, organo, mellotron, vibrafono, xilofono, voce, tin whistle (traccia 7)
- Nick Mason – batteria, percussioni, voce (traccia 4), kazoo (traccia 7)
- Syd Barrett – chitarra acustica e slide guitar (traccia 2), chitarra (tracce 3 e 7), voce solista (traccia 7)

Altri musicisti
- Norman Smith – batteria, percussioni (traccia 2), voce parlata (traccia 4)
- The Salvation Army (The International Staff Band) (traccia 7):
  - Ray Bowes – cornetta
  - Terry Camsey – cornetta
  - Mac Carter – trombone
  - Les Condon – tuba in Mi♭
  - Maurice Cooper – eufonio
  - Ian Hankey – trombone
  - George Whittingham – tuba in Si bemolle

Produzione
- Norman Smith – produttore